# Ibrahim af Johor
Almarhum Sultan Sir Ibrahim Iskandar Al-Masyhur ibni Almarhum Sultan Sir Abu Bakar GCMG, GBE, (17. september 1873 – 8. maj 1959) var den anden sultan af det moderne Johor i Malaysia fra 1895 til sin død. Han var kendt som en af de rigeste mænd i verden i sin regeringstid.
Ibrahim var søn af Sultan Abu Bakar og dennes anden hustru Cecilia Lange, datter af den danske handelsmand Mads Johansen Lange. Ibrahims oldesøn, Ibrahim Ismail, er Johors nuværende sultan.